# Stadtvilla Rue des Ptolémées 10

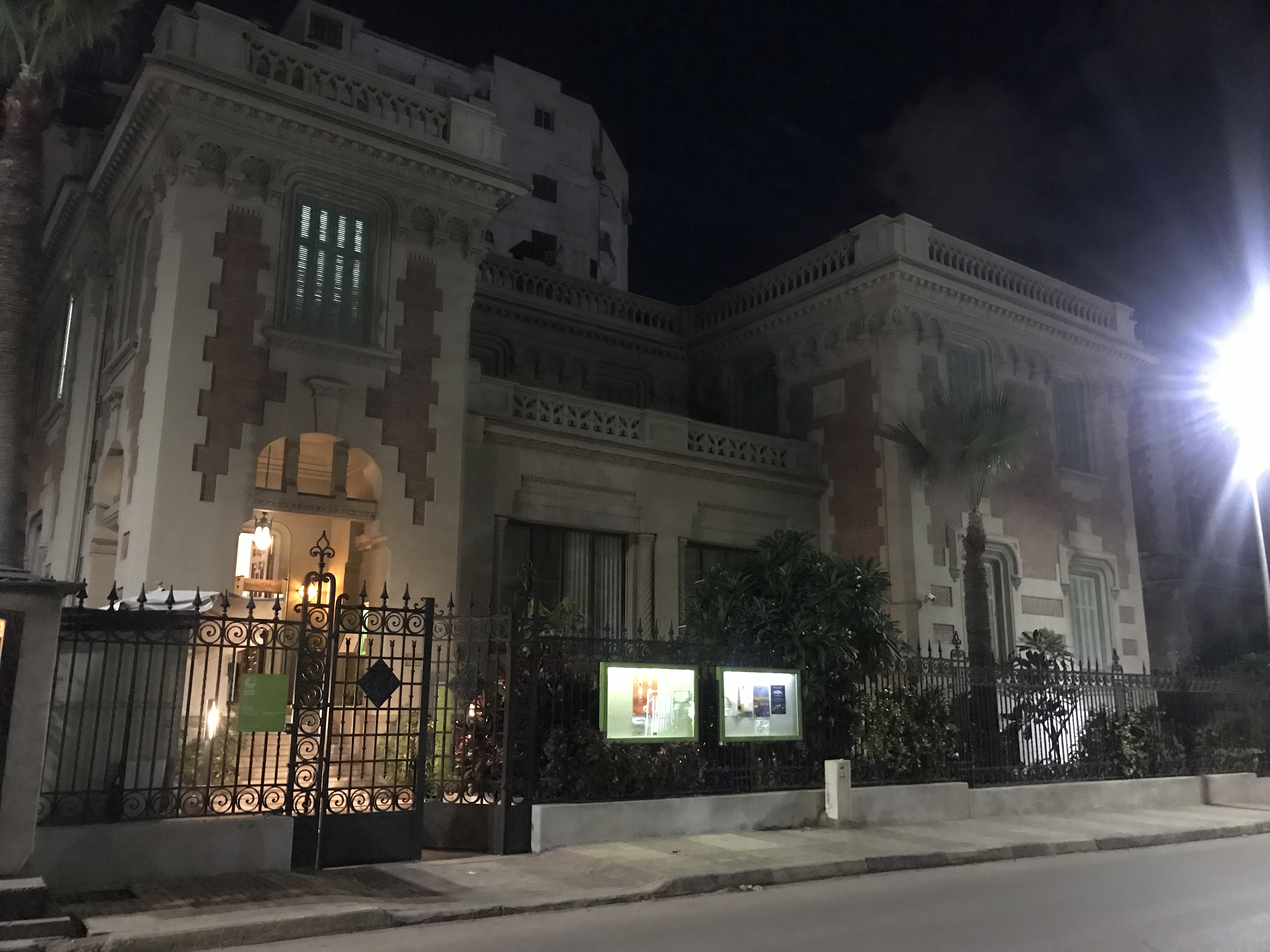
Ansicht bei Nacht (2021)

Die Stadtvilla in der Rue des Ptolémées 10 (arabisch: Sharia Batalsa 10) in Alexandria wurde 1926 von dem französischen Architekten Max Edrei (1889–1972) für den aus einer lange in der Stadt ansässigen sephardischen Familie entstammenden Baumwollhändler Max Rolo (1888–1959) und seine Familie im damaligen griechischen Viertel erbaut. Seit 1973 befindet sich das Goethe-Institut von Alexandria in dem weitgehend erhaltenen Gebäude.

## Geschichte

### Bau und Wohnnutzung
Das Gebäude wurde von dem damals in wohlhabenden Kreisen gefragten Architekten Max Edrei, der sich für das Gebäude auch an den umliegenden Stadtvillen orientierte, im neogotischen Stil und mit deutlichen Elementen des Art déco erbaut. Da die Villa ebenso wie die Nachbargebäude auf einem 13 Meter hohen Schutthügel aus Bebauungsresten, deren Alter bis zur Zeit der römischen Bebauung zurückgeht, erbaut wurde, bedurfte das Fundament einer eigenen Bautechnik. Dazu wurden fundamentbreite Schächte bis zum eigentlichen Baugrund, der wie überall in Alexandria aus ehemaligem Meeresboden besteht, in den Untergrund gegraben und anschließend mit Magerbeton ausgefüllt, denn die Trümmerstrukturen unter dem Gebäude verhinderten die Arbeit mit Stützpfeilern.
Edrei, der mit einer Italienerin verheiratet und auch ansonsten von der italienischen Baukunst nicht unbeeinflusst war, ließ einen Teil der Innenausstattung von italienischen Handwerkern ausführen. Zu deren Arbeiten gehören die Kassettendecke und die Wandtäfelungen in der Empfangshalle, die bis heute erhalten sind, Mosaikfenster im Repräsentationsbereich sowie einzelne schmiedeeiserne Arbeiten. 
Während sich im Erdgeschoss die Repräsentationsräume wie Musikzimmer und Speisesaal befanden, lagen im ersten Stock die Wohn- und Schlafzimmer des Ehepaars und seiner beiden Kinder. Das zurückgesetzt gebaute Dachgeschoss war zur Unterbringung von Gästen gedacht. Die dadurch entstandene Dachterrasse wurde unter anderem für die Wäsche genutzt, außerdem konnten die Kinder auf ihr spielen.

### Nutzung durch das Goethe-Institut
Nachdem im Jahr 1956 auf Grund der innenpolitischen Entwicklungen und insbesondere der wachsenden Judenfeindlichkeit unter Gamal Abdel Nasser in Ägypten die Familie Alexandria verlassen hatte, stand das Haus vier Jahre lang leer. Da die Witwe von Max Rolo auf den Verkaufserlös der Villa angewiesen war, suchte sie einen Käufer, der sich in dem Baumwollgroßhändler Ibrahim Bayoumi El-Wakil (1911–1984) fand. Der Preis fiel allerdings mit 20.000 ägyptischen Pfund sehr niedrig aus. 
Die neuen Besitzer änderten wenig an der bisherigen Nutzung der Räume. El-Wakil, der das Haus für seine Frau und die vier Töchter 1960 erworben hatte, sah sich im Jahr 1968 auf Grund wirtschaftlicher Probleme veranlasst, das Haus wenn möglich an einen europäischen Kunden zu verkaufen. 
Als Interessenten traten sowohl das westdeutsche Goethe-Institut, das zu dem Zeitpunkt in der nahe gelegenen Rue des Pharaons 15 seinen Sitz hatte und durch seinen Leiter Anton Regenberg vertreten wurde, als auch ein diplomatischer Vertreter der DDR auf. Laut einer Anekdote sollen sich die beiden Interessenten sogar beim Besichtigen gesehen haben, und diese Begegnung soll den Entscheidungsprozess im westdeutschen Auswärtigen Amt beschleunigt haben.
Die Villa wurde zuerst für 300 L.E. im Monat gemietet, wobei es eine vier Jahre geltende Kaufoption gab, die am 5. Dezember 1973 eingelöst wurde: Die BRD erwarb das Gebäude für 400.000 DM; der heutige Verkehrswert wird auf rund 10 Millionen Euro geschätzt. 
Mit dem Einzug des Goethe-Institutes und der damit verbundenen Nutzungsänderung wurden zahlreiche Umbauten notwendig, zuletzt eine gründliche Renovierung im Jahr 2001.
Die Repräsentationsräume im Erdgeschoss werden heute noch für Veranstaltungen – beispielsweise Konzerte – genutzt, auch die ursprüngliche Bibliothek, die nur durch ein schmiedeeisernes Gitter von der Empfangshalle getrennt ist und diese im Bedarfsfalle erweitern kann, wird weiterhin als solche verwendet.